# 21st Century Fox
 (транскр.  Твенти-фирст сенчери Фокс, инк.), ради послове као 21st Century Fox (21CF), је било америчка међународна мас-медијска копорација са седиштем у Мидтауну. Била је једно од два предузећа који су формирани након издвајања News Corporation 2013. године, које је основао Руперт Мердок 1980. године.